# Murilo Henrique Pereira Rocha
Murilo Henrique Pereira Rocha (Jataí, 20 novembre 1994) è un calciatore brasiliano, centrocampista svincolato.

## Caratteristiche tecniche
È un trequartista.

## Carriera

### Club
Cresciuto nel settore giovanile del Goiás, ha esordito il 3 agosto 2014 in occasione del match di Série A perso 2-0 contro il Fluminense.